# Ethmane Ould Cheikh Ebi El Maali
Ethmane Ould Cheikh Ebi El Maali (1948) es un diplomático y político de Mauritania, Presidente del Partido Republicano por la Democracia y la Renovación.
Se formó en una escuela coránica, estudiando teología y lengua árabe. Después curso estudios en el Instituto Superior de Estudios y Recursos Islámicos en Nuakchot, obteniendo una graduación equivalente a los estudios de derecho en otros países. Gracias a una beca se doctoró en teología en la Universidad Mohamed V de Rabat, Marruecos.
Accedió a la magistratura en 1975, y trabajó como cónsul general en Marruecos, Libia, Níger y Arabia Saudita hasta 1992, cuando fue destinado como embajador en Catar. Después del golpe de Estado en 2005, se refugió en Kuwait. Obtuvo su escaño en las elecciones parlamentarias de 2006 y se presentó a las elecciones presidenciales de 2007, siendo derrotado en la primera vuelta.